# Tinjska Gora
Tinjska Gora – wieś w Słowenii, w gminie Slovenska Bistrica. W 2018 roku liczyła 276 mieszkańców.